# Max-Planck-Gymnasium Heidenheim
Das Max-Planck-Gymnasium (kurz: MPG) ist ein allgemeinbildendes Gymnasium in Heidenheim an der Brenz im östlichen Baden-Württemberg. Das MPG bietet mit drei Profilen (naturwissenschaftliches Profil, Sportprofil, Sprachprofil), von denen zwei mit einer bilingualen Ausbildung kombiniert werden können, ein breites Bildungsspektrum an.

## Geschichte
Am 14. Juni 1966 stellte der Gemeinderat Heidenheim einen Antrag auf ein eigenständiges Progymnasium, da die bisher ausgelagerten Klassen des Hellenstein-Gymnasiums in der bisherigen Weise nicht mehr zu führen waren. Dem Antrag des Gemeinderates wurde am 21. Februar 1968 stattgegeben. Der Name wurde nicht nur wegen seiner Verbindung zu den Natur- sondern auch wegen der Beziehung zu den Geisteswissenschaften ausgewählt. Im Sommer 1971 zog man in die frei gewordenen Räume der Albert-Schweitzer-Realschule am Galgenberg.
Das MPG war nun eine Vollanstalt und im Frühjahr 1972 fand das erste Abitur statt. Um die mittlerweile 16 Klassen, bestehend aus 497 Schülern und einem 22-köpfigen Kollegium, unterzubringen, benötigte man die fünf Pavillons, welche ursprünglich für eine Grundschule geplant waren. Obwohl diese nur provisorisch gedacht waren, zeigten sie sich sehr langlebig.
Um Einseitigkeit zu vermeiden, konzentrierte sich das MPG von Anfang an auch auf den Sport. So wurde 1972 die Turnhalle erbaut. Diese stellte jedoch noch keinen ausreichenden Zustand für den Sportunterricht dar und so setzten sich Eltern und Lehrer für den Bau einer Freiluftsportanlage ein, welche 1980 in Betrieb genommen werden konnte. 1995 war die bauliche Entwicklung des MPG abgeschlossen. Nur ein Pavillon blieb für die Fechter noch erhalten. Aber auch seine Tage waren gezählt, da das heutige Fechtzentrum schon in Planung war, um die schlechten Trainingsbedingungen des Leistungszentrums endgültig zu beheben.

## Profile
Am Max-Planck-Gymnasium werden folgende gymnasiale Profile angeboten:
- das naturwissenschaftliche Profil mit NwT als Kernfach ab Klasse 8
- das sprachliche Profil mit Latein als Kernfach ab Klasse 8
- das Sport-Profil mit Sport als Kernfach ab Klasse 8

Das Max-Planck-Gymnasium bietet seit 1999/2000 als einziges Gymnasium der Region einen bilingualen Zug für sprachlich interessierte und begabte Schüler an, die in den Fächern Biologie, Erdkunde und Geschichte nach und nach in englischer Sprache unterrichtet werden. Seit 2001 ist das MPG Partnerschule für Europa. Im selben Jahr wurde die Schule als MINT-Zentrum zertifiziert, was eine vertiefte Ausbildung in Mathematik und den Naturwissenschaften bedeutet. Schulleiter Spielkamp hat sich von 1979 bis 2000 dafür eingesetzt, dass für Schüler eine weitere Wahlmöglichkeit besteht. Das Sprachprofil des MPG konnte im Jahr 2007 um einen eigenen sprachlichen Zug ergänzt werden. Wählt man das Sprachprofil, bekommt man zusätzlich zu den Fremdsprachenfächern Englisch und Französisch noch Unterricht im Fach Latein. Am 19. Februar 2016 wurde das Max-Planck-Gymnasium als Eliteschule des Fußballs ausgezeichnet, womit Fußballtalente in Heidenheim besser gefördert werden können. Darüber hinaus firmiert das MPG als Partnerschule des Sports.

## Schüler-Ingenieur-Akademie
1999 wurde von der MPG-Lehrerin Marianne Gerny und ihrem Mann sowie  Herbert Bauer (FH Aalen) und Klaus Wolf (Fa. Voith) die Schüler-Ingenieur-Akademie (SIA) ins Leben gerufen. Marianne Gerny erhielt dafür 2010 das Bundesverdienstkreuz. SIA konnte in Baden-Württemberg flächendeckend eingeführt werden. Das Modell fördert nicht nur naturwissenschaftlich-technisch interessierte Schüler, sondern eröffnet auch neue berufliche Zukunftsperspektiven im Bereich der Ingenieurwissenschaften.

## Schulpartnerschaften und Austauschprogramme
Das Gymnasium hat Partnerprogramme mit Schulen dieser Städte:
- Frankreich: Dinan
- Vereinigte Staaten: Grove City High School in Grove City
- Australien: Wangaratta

Seit 1976 findet jedes Jahr ein Frankreichaustausch nach Dinan statt. Hier haben die Schüler der neunten Klasse die Möglichkeit, zwei Wochen lang Frankreich und seine Sprache besser kennenzulernen. 1984 kam der USA-Austausch hinzu. In einem dreiwöchigen Austausch haben Schüler der zehnten Klasse die Chance, die Grove-City-Highschool zu besuchen und den Bundesstaat Ohio zu erkunden.

## Schulleiter
- Friedrich Franck (1971–1979)
- Jürgen Spielkamp (1979–2000)
- Martha Freybote (2000–2016)
- Annemarie Mayr-Kälble (seit 2016)

## Bekannte Lehrer
- Oswald Brozio (* 1934), Gründungsmitglied 1972, Deutschlehrer und Basketballtrainer
- Wolfgang Proske (* 1954), Pädagoge
- Hans Walter (* 23. Februar 1915 in Sackelhausen/Banat (Sacalaz/Rumänien); † 30. Juni 1991 in Heidenheim), Musikwissenschaftler, Volksliedsammler und Chorleiter

## Bekannte Schüler
- Wolfgang Weisskopf (* 1959), Politiker (CDU)
- Stefan Hörger (* 1961), Degenfechter, Vizeweltmeister
- Thomas Rohrbach (* 1961), Ingenieur und Hochschullehrer
- Monika Korger (* 1962), Degenfechterin, 1. Deutsche Meisterin
- Sabine Krapf (* 1964), Moderne Fünfkämpferin, Vizeweltmeisterin
- Dagmar Brozio (* 1964), Basketball, 1985 und 1993 Erstligistin
- Arnd Schmitt (* 1965), Degenfechter, zweifacher Olympiasieger
- Joachim Schultze (* 1965), Immunologe, Krebs- und Genomforscher
- Joachim Spatz (* 1969), Physiker und Leibniz-Preisträger
- Ralf Bißdorf (* 1971), Florettfechter, Olympiazweiter und Weltmeister
- Maya Kuchenbecker (* 1972), Basketball, Junioreneuropameisterschaftsteilnehmerin
- Imke Duplitzer (* 1975), Degenfechterin, Olympiazweite
- Karin Mayer (* 1975), Degenfechterin, Vizeeuropameisterin
- Fabian Schmidt (* 1975), Degenfechter, Gewinner des Heidenheimer Pokals
- Carsten Niederberger (* 1979), Moderner Fünfkämpfer und Staffelweltmeister
- Marcel Musolf (* 1985), Politiker (Freie Wähler)